# ما غوي
ما غوي (1543-1607) ((بالصينية المبسطة: 麻贵; بالصينية التقليدية: 麻貴; البينيين: Má Guì; ويد–جيلز: Ma2 Kui4)) هو قائد عسكري صيني، وقائد في جيوش أسرة مينغ بين سنتي 1589 و1610. وهو من أقلية الهوي الصينية، خدم حكام الهان بولاء كبير. وشارك في العديد من الحملات ضد المغول، وقاد قوات سلالة مينغ في الحرب اليابانية الثانية لغزو كوريا آخر منصب له كان قائد شبة جزيرة ياودونغ. وهو أيضًا مؤسس أحد العشائر الكورية (عشيرة ما شانجو).